# Ореховский мир
Оре́ховский мир, также Ореховецкий мир, Нотебергский мир — первый мирный договор об установлении границ между Новгородской республикой и Шведским королевством. Заключён 12 августа 1323 года в крепости Орешек (Ореховец), после 30 лет военных действий. По Ореховскому мирному договору западная часть Карельского перешейка и соседняя с ней область Саволакс отошли к Шведскому королевству, восточная часть перешейка с Корелой (сейчас Приозерск) осталась в составе Новгородской земли. Впервые официально была установлена государственная граница между Шведским королевством и Новгородской республикой, проходившая от Финского залива по реке Сестре, на севере до озера Сайма и затем на северо-западе до берега Каяна моря.
Договор от новгородцев заключали: новгородский князь Юрий Даниилович, посадник Алфоромей и тысяцкий Аврам.
От Швеции были послы: Эрик Туриссон (швед. herra Eric Turisson, в договоре именуется Герик Дюуровиц), Хемингер Эгишлесон (швед. herra Heminger Øgiszleson, именуется в договоре Геминки Орисловиц), Петер Ёнссон (швед. Peter Jønsson, именуется в договоре Петр Юншин), пресвитер Ведмундер (швед. herra Wædmunder prestir, именуется в договоре поп Вымундер). Кроме того, в заключении договора участвовали представители купцов с острова Готланд («с Готского берега») Лодвик (швед. Loduich) и Федор (швед. Fødru). Имя 7-летнего короля Швеции Магнуса Эрикссона фигурирует в документе как Мануш Ориковиц.

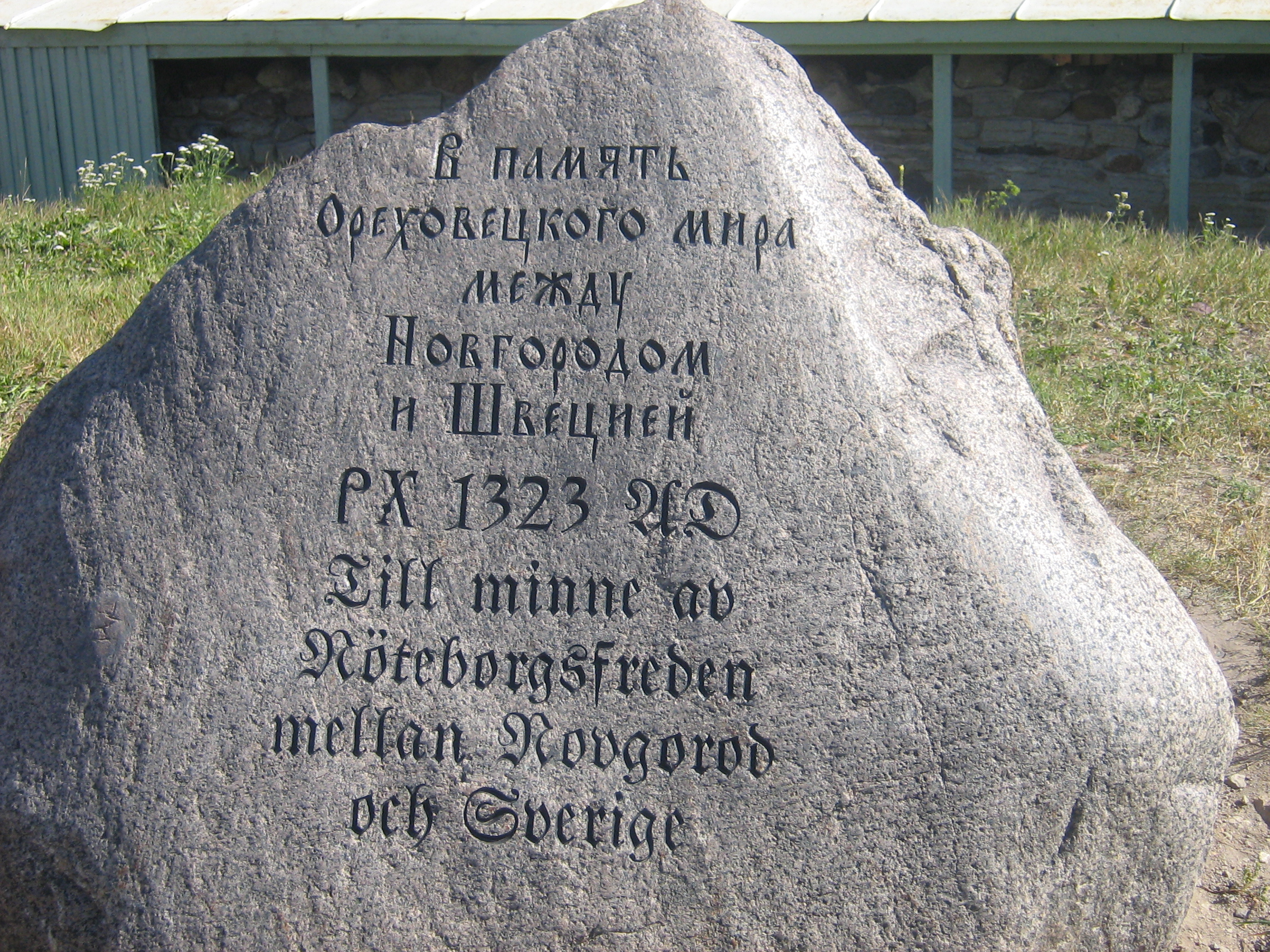
Камень, установленный в крепости Орешек в память Ореховского мира

## История
В Швеции в 1319 году королём стал 3-летний Магнус Эрикссон (1316—1374), но страной управлял регентский совет во главе с его матерью герцогиней Ингеборгой.
В 1322 году московский князь Юрий III Данилович с новгородцами ходил на Выборгский замок, приготовив 6 пороков, но взять его не смог. Перебили только много шведов, а других захватили в плен. Из пленных одних перевешали, других отправили в Суздальскую землю. В ожидании мести от шведов Юрий в истоке Невы поставил город на Ореховом острове (Орешек). Но вместо рати явились послы шведские с мирными предложениями, и заключен был мир по старине. Юрий с новгородцами уступил шведам три карельских погоста: Саволакс (Севилакшю), Яаски (Яскы), Эюряпяа (Огребу).
Ореховецкий договор был первым соглашением Новгородской республики о «вечном мире» с соседней страной; ранее международные соглашения столь высокого ранга на Руси ещё не заключались. Следующий по времени договор о «вечном мире» России с соседней державой — Великим княжеством Литовским — датирован 1494 годом.
И спустя полтораста лет, в 1478 году, когда Новгородская республика утратила свою независимость и была подчинена московским князьям, Русское государство, а затем Российское, рассматривало Ореховецкий договор как продолжающее действовать международное соглашение, как сохраняющий силу договор России и Швеции; в этом качестве он функционировал ещё 120 лет. В общей сложности Ореховецкий договор находился в действии более 270 лет, до 1595 года, до заключения в сильно изменившейся международной обстановке нового договора о «вечном мире» в Тявзине.

Граница между Швецией и Великим Новгородом по Ореховскому договору 1323

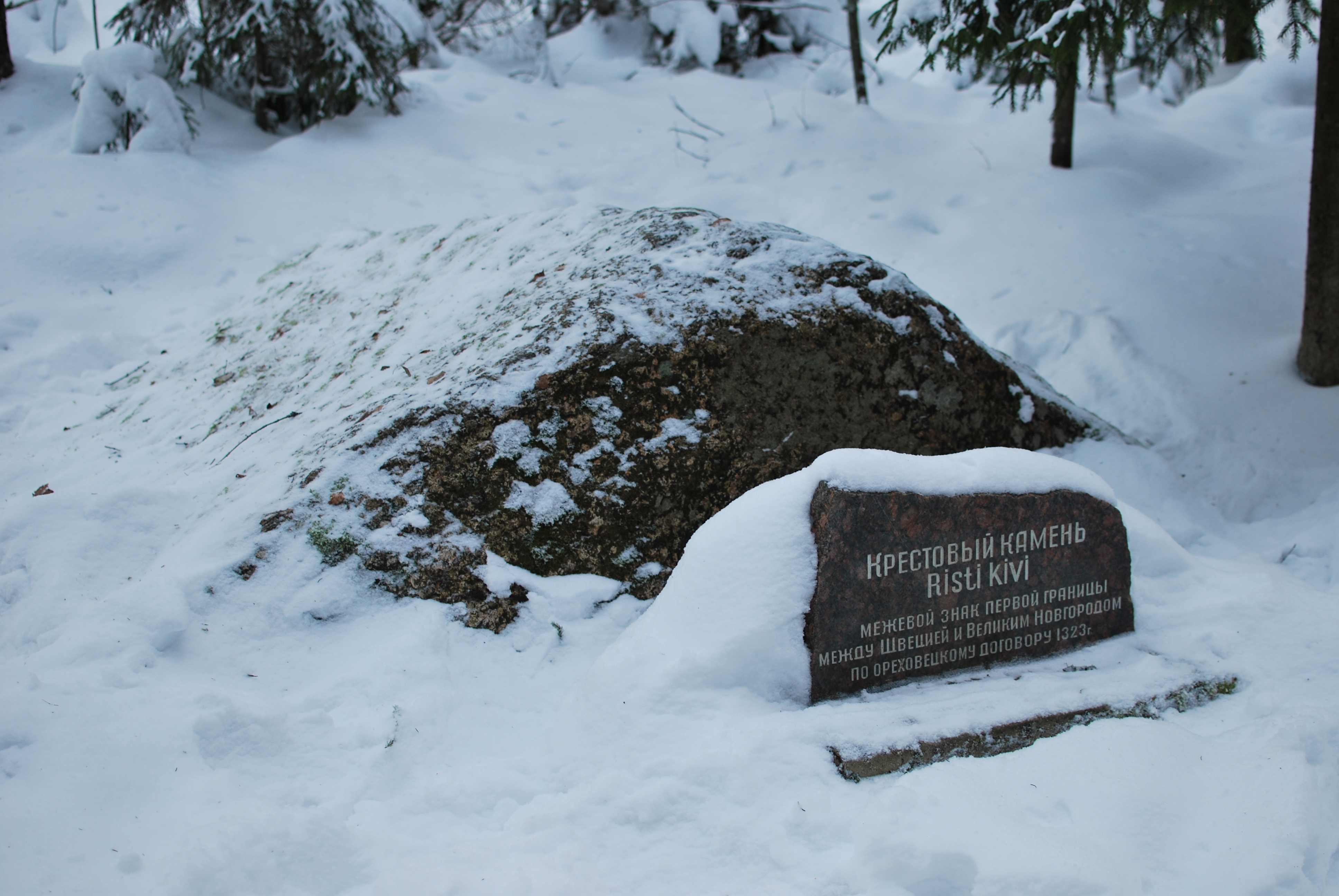
Межевой камень первой границы между Новгородом и Швецией

## Условия договора[6]
1. Новгород «по любви» отдавал Швеции три погоста в Финляндии — Саволакс, Яскис и Эуряпя, которые уже 30 лет были захвачены и управлялись шведами.
2. Новгородско-шведская граница делила Карельский перешеек вдоль, с юга на север, проходя по реке Сестре и далее по болотам, рекам и озёрам, вплоть до впадения реки Пюхяйоки в Ботнический залив:

…от Сестрее мох, середе мха гора, оттоле Сая река, от Сае Солнычныи камен, от Солнычнего камени на Чермьную Щелю, от Чермной Щелье на озеро Лембо, оттоле на мох на Пехкей, оттоле на озеро Кангас иерви, оттоле на Пурноярьви, оттоле… Янтоярви, оттоле Тержеярви, оттоле Сергилакши, оттоле Самосало, оттоле Жити, оттоле Кореломкошки, оттоле Колемакошки, оттоле Патсоеки, оттоле Каяно море…

3. За новгородцами оставлялось право охоты и рыбной ловли на отходящих к Швеции угодьях (ловищах): шестью из них шведы и новгородцы могли пользоваться поровну, а ещё на двух угодьях новгородцам принадлежала одна шестая часть.
4. Для всех купцов устанавливался беспрепятственный проезд к Новгороду водою по Неве или сушею.
5. Запрещалось строительство крепостей вблизи границы обеим сторонам.
6. Стороны обязывались выдавать друг другу перебежчиков: должников, беглых холопов и уголовных преступников.
7. Запрещалась покупка шведами земель и угодий на приграничных новгородских территориях.
8. В случае нападения на Новгородскую землю третьих сил из-за Нарвы шведам запрещалось оказывать им военную помощь.
9. При возникновении взаимных обид предусматривалось их решение мирными средствами.
Полный текст договора см. здесь